# Martins Licis
Martins Licis (Riga, 1990. szeptember 28. –) lett születésű amerikai profi erősember, a 2019. évi világ legerősebb embere verseny győztese, ugyanezen évben az Arnold Strongman klasszikusban második helyezett.

## Karrier

### 2015-2018
2015-ben első helyezést ért el az Odd Haugen All-American Strength Classic versenyen. 2016-ban először érte el a Világ legerősebb férfi döntőjét, és hatodik lett. 2017-ben és 2018-ban negyedik lett a világ legerősebb emberének döntőjében. Emellett bothúzásban (mas-wrestling) is versenyez: a 2016-os nyílt világbajnokságon aranyérmet szerzett. Licis első profi diadalát 2017-ben aratta az Ultimate Strongman Summermania rendezvényén, ahol Lettországot képviselve győzedelmeskedett. 

### 2019
2019-ben Licis a második lett az Arnold Strongman Classicon, a jelenlegi és kétszeres bajnok Hafþór Júlíus Björnsson mögött. 2019 júniusában nagy meglepetést okozva megnyerte az első világ legerősebb embere bajnokságát, legyőzve Bjornssont, aki lábsérülését követően a harmadik helyre került. Szintén legyőzte a négyszeres világ legerősebb embere Brian Shaw-t, aki korábban az Arnold Strongman klasszikuson sérült le. 

### 2020
2020 januárjában Licis megnyerte az Arnold Strongman selejtező versenyét Santa Monicában, mindössze egy ponttal megelőzve Brian Shaw-t. Ezzel kvalifikálta magát a márciusi Arnold Strongman Classicra, ahol harmadik helyen végzett Hafþór Júlíus Björnsson és Mateusz Kieliszkowski mögött.

## Magánélet
Martins Licis Lettországban született lett szülőktől. Állampolgár és folyékonyan beszéli a lett nyelvet, de Amerikát képviseli, mivel ott nőtt fel: négyéves korában költözött Amerikába, és Amherstben, Massachusettsben nőtt fel. Nyaranta meglátogatta a nagyszülők Lettországban működő farmját, ahol szobrász nagyapja, Imants Līcis hatására kezdett köveket emelni. 
20 éves korában Kaliforniába költözött, ahol az erősember-legenda Odd Haugen vette szárnyai alá. Itt kezdett komolyan edzeni, végül társtulajdonos is lett, valamint szezonon kívül személyi edzőként is tevékenykedik. 
Az edzőtermet Edzőcsarnoknak nevezik, és Thousand Oaksban található. Haugen a fiatal Licis bálványa volt, és kezdetben nem tudta, hogy övé az edzőterem és ő szervezi a versenyt, melyen indulni készült. Haugen kezdetben gyengének találta őt, négy évnyi edzés után, 2015-ben már megengedte neki, hogy induljon, és első helyen végzett.

## Fordítás
- Ez a szócikk részben vagy egészben  a   Martins Licis című angol Wikipédia-szócikk ezen változatának fordításán alapul.  Az eredeti cikk szerkesztőit annak laptörténete sorolja fel. Ez a jelzés csupán a megfogalmazás eredetét és a szerzői jogokat jelzi, nem szolgál a cikkben szereplő információk forrásmegjelöléseként.